# Monaster Zaśnięcia Matki Bożej w Trechtymirowie
Trechtymirowski Monaster Zaśnięcia NMP, Klasztor zarubiniecki, prawosławny klasztor powstały w czasach ruskich, wzmiankowany w Latopisie Hipackim pod datami od 1096 do 1168. Pierwszym ze znanych z akt dziedzicem Trechtymirowa był starosta na Czerkasach i Kaniowie Ostafi Daszkiewicz. Umierając w 1535 przekazał monasterowi Pieczarskiemu w Kijowie Trechtymirów wraz z Zarubskim monasterkiem i z przyległymi obszarami. Zygmunt I zatwierdził tę darowiznę.
Król Stefan Batory w 1575 roku nakazał założyć przy klasztorze zarubskim szpital i przytułek dla żołnierzy weteranów (drugi założono przy kaplicy św. Trójcy na ul. Długiej w Warszawie). Król Zygmunt III Waza powtórzył polecenie Batorego i po jego wybudowaniu przeznaczył na jego utrzymanie dochód z przeprawy przez rzekę. Klasztor został zniszczony przez Turków w roku 1678. Przed 1741 rokiem został odbudowany przez Bazylianów. Spalony ponownie przez tłuszczę hajdamacką w czasach Konfederacji Barskiej w 1768.
Rysunek ruin klasztoru pozostawił Johann Heinrich Müntz w swoim dziele "Jana Henryka Müntza Podróże malownicze po Polsce i Ukrainie: (1781 – 1783)". W XIX wieku jeszcze widniały ruiny.